# Бэнг!
Бэнг! (англ. Bang!) — настольная ролевая игра в жанре спагетти-вестерн, разработанная гейм-дизайнером Эмилианом Шарра. На данный момент в мире продано свыше одного миллиона копий данной игры. В 2004 году игра получила премию «Origins Award» в категориях «Лучшая традиционная карточная игра» и «Лучший графический дизайн карточной игры или расширения».

## Суть игры
В этой игре каждому участнику достаётся определенная роль. Всего четыре роли: шериф,  бандит, помощник шерифа и ренегат. Роли игроков распределяются таким образом: шериф всегда один, помощник шерифа (4 игрока - 0, 5-6 игроков - 1, 7 игроков - 2), бандит (4-5 игроков - 2, 6-7 игроков - 3),ренегат также всегда один. У каждой роли есть свои цели, которые необходимо достичь для победы. Шерифу необходимо устранить всех бандитов; бандитам — убить шерифа; помощники помогают блюстителю порядка устранять преступников, а ренегат должен остаться единственным выжившим.

## Подготовка к игре
В начале игры все участники по очереди разбирают себе роли и выбирают карты персонажей. У каждого персонажа есть уникальные особенности и определенное количество жизней. Жизни определяются количеством ранений, которые может выдержать персонаж. Шериф сразу открывает свою должность и получает на одно количество жизней больше, чем все остальные. Другие игроки держат свои цели в секрете.
Распределение ролей в зависимости от количества игроков:
- Для 4 игроков — шериф, ренегат и 2 бандита;
- Для 5 игроков — шериф, ренегат, помощник и 2 бандита;
- Для 6 игроков — шериф, ренегат, помощник и 3 бандита;
- Для 7 игроков — шериф, ренегат, 2 помощника и 3 бандита.

## Ход игры
Всем игрокам раздается на руки такое количество карт, сколько жизней имеет их персонаж. После раздачи первый игрок берет две карты из колоды и начинает ход. За один ход участник может разыграть сколько угодно любых карт, но только одну карту Бэнг (игрок может разыгрывать сколько угодно карт Бэнг, если у него есть соответствующее оружие или способность).
По окончании хода право на действие переходит сидящему по часовой стрелке игроку. Участник выбывает из игры в том случае, если его количество жизней исчерпывается. Игра заканчивается победой шерифа, бандитов или ренегата.

## Обозначение карт
- Бэнг — выстрел в другого игрока;
- Мимо — уворот от выстрела;
- Бочка — запускает проверку урона после выстрела;
- Мустанг — отдаляет игрока от всех участников на одно значение;
- Паника — позволяет забрать на руки любую карту у соседнего игрока;
- Красотка — позволяет забрать и сбросить любую карту у любого игрока;
- Волканик, Ремингтон, Карабин и Скофилд — карты оружия, определяющие дальность стрельбы;
- Тюрьма — заставляет соперника пропустить ход, если он не проходит проверку;
- Гатлинг — отнимает у всех игроков одну жизнь, если они не сыграют карту Мимо;
- Индейцы — отнимает у всех участников одну жизнь, если они не сыграют карту Бэнг;
- Динамит — передается по часовой стрелке, отнимает у игрока три жизни, если тот не проходит проверку;
- Пиво — восстанавливает одну жизнь;
- Дуэль — отнимает у соперника одну жизнь, если тот не скинет большее число карт Бэнг, чем у нападавшего;
- Караван и Уэллс Фарго — позволяет участнику взять две или три карты из колоды;
- Салун — восстанавливает одну жизнь всем игрокам;
- Прицел — приближает всех участников на одно значение ближе;
- Магазин — позволяет всем игрокам взять по одной карте из колоды на выбор.

## Дополнения
У игры также есть шесть официальных дополнений: «Великолепная восьмёрка», «Золотая лихорадка», «На несколько карточек больше», «Долина теней», «Шоу Дикого Запада» и «Вооружён и опасен». Дополнения добавляют в игру карты персонажей и действий или новые типы карт, а также слегка модернизируют правила.
Игра также имеет четыре отдельные независимые игры, три из которых доступны в нашей стране - такие, как: «Бэнг! Дуэль», «Бэнг! Меч самурая», а также «Бэнг! За пригоршню кубиков».